# James Archibald McIlroy

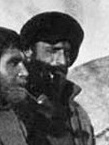
James Archibald McIlroy

James Archibald McIlroy (Ulster, 11 maart 1879 - Surrey, 30 juli 1968) was een Brits chirurg en ontdekkingsreiziger. Hij was een van de leden van de Endurance-expeditie onder leiding van Ernest Shackleton die duurde van 1914 tot 1916.
James' ouders verhuisden vanuit Ierland naar Kings Norton, een buitenwijk van Birmingham. Uit een volkstelling uit 1901 blijkt dat de hele familie toen daar woonde. James Archiblad McIlroy volgde onderwijs aan het nabijgelegen Camp Hill-gymnasium en werkte korte tijd op een kantoor, waarna hij besloot medicijnen te gaan studeren. Hij studeerde af aan de Universiteit van Birmingham en begon korte tijd later als chirurg in het Queen Elizabeth Hospital. Hij werd echter al snel aangetrokken door verre landen en werkte een aantal jaar in Egypte, Japan en op cruiseschepen die in en rondom Zuidoost-Azië voeren.
Nadat McIlRoy in 1914 was teruggekeerd naar Londen, hoorde hij daar dat Shackleton voor zijn geplande expeditie naar Antarctica nog op zoek was naar een tweede chirurg. De andere chirurg was Alexander Macklin. Een van McIlRoy's andere taken tijdens de expeditie was het toezien op de sledehonden. Toen de expeditie later op Elephanteiland was gestrand, verrichtte McIilroy een teenamputatie bij Perce Blackborow die gangreen had opgelopen. Wegens zijn verdiensten kreeg McIlRoy later de Polar Medal uitgereikt.
Tijdens de Eerste Wereldoorlog raakte McIlRoy ernstig gewond bij Ieper en werd hij invalide. In 1921 ging hij opnieuw mee als chirurg met een Antarctische expeditie, de  Shackleton-Rowett-expeditie. Op 9 oktober 1942 kwam hij aan boord van de S.S. Oronsay bijna om, toen dit schip nabij de kust van Zuid-Afrika werd getorpedeerd. Pas na vijf dagen werd McIlroy samen met enkele anderen gered door het Frans schip Dumont d’Urville. 
In 1957 werkte McIlroy - inmiddels 78 jaar oud - nog steeds als scheepschirurg. 